# Ronnie Brown
Ronnie G. Brown Jr. (Rome, 12 dicembre 1981) è un giocatore di football americano statunitense che gioca nel ruolo di running back per gli Houston Texans della National Football League. Fu scelto come secondo assoluto nel Draft NFL 2005 dai Miami Dolphins. Al college ha giocato a football all'Università di Auburn.

## Carriera professionistica

### Miami Dolphins
Brown fu scelto come secondo assoluto dai Miami Dolphins nel Draft 2005. Partì come titolare nelle prime quattro settimane della sua stagione da rookie, durante la sospensione di Ricky Williams e divise i possessi con lui quando fece ritorno nella settimana 5. Brown divenne il running back principale della squadra nella sua seconda stagione, quando Williams fu sospeso per tutta l'annata. Nel 2007 disputò le prime sette gare della stagione, prima che un infortunio al ginocchio gli facesse perdere tutto il resto dell'annata. L'anno successivo si riprese correndo 916 yard e segnando 10 touchdown, venendo convocato per il suo primo Pro Bowl. Nel 2009 passò per la seconda volta l'annata in lista infortunati.

### Philadelphia Eagles
Il 2 agosto 2011, Brown firmò coi Philadelphia Eagles, venendo scarsamente impiegato nella sua unica stagione con la squadra, correndo 136 yard e segnando un touchdown.

### San Diego Chargers
L'8 agosto 2012, Brown firmò coi San Diego Chargers, partendo come titolare nella settimana 1 a causa dell'infortunio di Ryan Matthews. Per la prima volta in carriera però, concluse una stagione senza segnare alcun touchdown.
Dopo aver segnato un solo touchdown nella stagione regolare 2013, Brown ne segnò uno nel primo turno di playoff vinto in casa dei Cincinnati Bengals.

### Houston Texans
L'11 agosto 2014, Brown firmò con gli Houston Texans.

## Palmarès
- Pro Bowl (2008)
- PFWA All-Rookie Team - 2005

## Statistiche
| Yard su corsa      | 5 328 |
| Touchdown su corsa | 38    |

Statistiche aggiornate alla stagione 2013